# Methionin-Salvage
Der Methionin-Salvage-Stoffwechselweg (selten: Yang-Zyklus) ist eine Abfolge von sechs chemischen Reaktionen, die das Ausgangsprodukt 5′-Methylthioadenosin (MTA) in das Endprodukt L-Methionin umwandeln. Die Enzyme, die die einzelnen Reaktionen katalysieren, können (bis auf wenige Bakterienarten) in allen Lebewesen gefunden werden. Der Prozess findet vollständig im Zytosol statt. Er ist zumindest in den auf Methionin angewiesenen Organismen lebenswichtig zur Rückgewinnung des Schwefelatoms, dessen Assimilation energieaufwändig ist. Der Stoffwechselweg wurde zunächst in Klebsiella pneumoniae und Saccharomyces cerevisiae ausgiebig untersucht. Auch in Pflanzen wurde er im Zusammenhang mit der Ethen-Biosynthese untersucht. Im Menschen sind noch nicht alle Einzelschritte völlig geklärt.
MTA entsteht bei der Synthese der Polyamine aus Adenosylmethionin (SAM) beziehungsweise Decarboxy-SAM durch Übertragung einer Aminopropylgruppe, Teil des Methionins, von dem noch die Methylthio-Gruppe übrig bleibt. Im Folgenden wird nach Abspaltung des Adenin schrittweise diese Aminopropylgruppe wiederhergestellt, auf Kosten des Riboserings.

## 5′-Methylthioribose-1-phosphat
+ Pi + H+ {\displaystyle \rightleftharpoons }  + 
In der ersten Reaktion katalysiert das Enzym 5′-Methylthioadenosin-Phosphorylase (EC 2.4.2.28) die Abspaltung von Adenin und gleichzeitige Phosphorylierung von MTA zum 5′-Methylthioribose-1-phosphat. In manchen Bakterien und Pflanzen ist die Enzymaktivität auf zwei Enzyme, eine Methylthioadenosin-Nukleosidase (EC 3.2.2.16) und eine Methylthioribose-Kinase (EC 2.7.1.100) verteilt, wobei Letztere jedoch ein Molekül ATP verbraucht.

## 5′-Methylthioribulose-1-phosphat
{\displaystyle \rightleftharpoons } 
Zwischen 5′-Methylthioribose-1-phosphat und 5′-Methylthioribulose-1-phosphat herrscht ein von der 5′-Methylthioribose-1-phosphat-Isomerase (EC 5.3.1.23) katalysiertes Gleichgewicht.

## 2,3-Diketo-5′-methylthiopentan-1-phosphat
{\displaystyle \longrightarrow }  + H2O
Die Dehydratation von 5′-Methylthioribulose-1-phosphat mithilfe der 5′-Methylthioribulose-1-phosphat-Dehydratase (EC 4.2.1.109) ist schwer umkehrbar. Beim Menschen wird diese Reaktion wahrscheinlich vom Produkt des APIP-Gens katalysiert, das ortholog zum gut untersuchten Mde1p-Gen der Bäckerhefe ist.

## Acireducton
+ H2O {\displaystyle \longrightarrow }  + 2H+ + Pi
Das Enzym Enolase-Phosphatase E1 (auch: Acireducton-Synthase, EC 3.1.3.77) katalysiert die Dephosphorylierung und anschließende Umwandlung zum Enol mit dem Ergebnis 1,2-Dihydroxy-3-keto-5′-methylthiopenten (Acireducton).

## 4-Methylthio-2-ketobutanoat (MOB)
+ O2 {\displaystyle \longrightarrow }  + HCOOH
 + O2 {\displaystyle \longrightarrow }  + CO + HCOOH
In einem weiteren Schritt wird Acireducton mittels der Acireducton-Dioxygenase und Disauerstoff oxidiert, wobei zwei Reaktionswege möglich sind, je nachdem ob das Enzym Eisen(II) oder Nickel(II) als Kofaktor trägt. Mit Nickel entsteht 3-Methylthiopropionat, Kohlenmonoxid und Formiat (EC 1.13.11.53) -- diese Reaktion ist bei Klebsiella nachgewiesen. Mit Eisen entsteht 4-Methylthio-2-ketobutanoat (MOB, KMTB) und Formiat (EC 1.13.11.54). Ob Nickel beim Menschen als Cofaktor eine Rolle spielt, ist ungeklärt.

## Methionin
+ R-CH(NH3+)-COO− {\displaystyle \rightleftharpoons }  + R-CO-COO−
Zuletzt wird MOB zu Methionin transaminiert. Transaminasen können ein breites Spektrum an Substraten haben: laut Untersuchungen in der Hefe fungieren Aro8p, Aro9p, Bat1p und Bat2p als MOB-Transaminase; im Parasiten Crithidia fasciculata ist dies die Aspartat-Transaminase, die ortholog zur menschlichen gamma-Glutamyltransferase ist. In einer Studie an der Ratte zeigte sich, dass mehrere Transaminasen im Leberzytosol für die Methioninsynthese verantwortlich sind, während für die umgekehrte Richtung, die Verarbeitung eines Überschusses Methionin, mitochondrielle Transaminasen zuständig sind. Leider gibt es keine Untersuchungen über die MOB-Transaminaseaktivität menschlicher Transaminasen.

## Regulation
Die Aktivität des Stoffwechselwegs ist prinzipiell abhängig vom Ausgangssubstrat MTA. Bei Methioninüberschuss kann jedoch das Gleichgewicht der Transaminierung umkippen und zu einem MOB-Überschuss führen, der in den Mitochondrien wahrscheinlich decarboxyliert und weiter abgebaut wird.

## Gewebsspezifität des Methionin-Salvage-Stoffwechselweges
Ursprünglich hatte man angenommen, dass der Methionin-Salvage-Stoffwechselweg in allen Zellen von Pflanzen abläuft. Molekularbiologische Untersuchungen in der Ackerschmalwand (Arabidopsis thaliana) und dem Großen Wegerich (Plantago major) zeigten jedoch, dass die Gene für die Enzyme, die an diesem Stoffwechselweg beteiligt sind, nur im Phloem exprimiert werden.